# 小行星1968
小行星1968（1968 Mehltretter）是一颗围绕太阳公转的小行星。1932年1月29日，卡爾·威廉·萊茵姆特在海德堡发现了此天体。
該小行星以德國天文學家約翰內斯·彼得·梅爾特雷特爾（Johannes Peter Mehltretter）命名。
这颗小行星的绝对星等为164.4459500992551等。